# Iyanahalli, Molakalmuru
Iyanahalli là một làng thuộc tehsil Molakalmuru, huyện Chitradurga, bang Karnataka, Ấn Độ.